# Anholt
Anholt – duńska wyspa w Cieśninie Kattegat. Powierzchnia wyspy wynosi 21,75 km². Anholt zamieszkiwało 137 mieszkańców (I 2017 r.). Na wyspę można się dostać za pomocą promu z Greny. Wyspa Anholt należy do regionu administracyjnego Jutlandia Środkowa z siedzibą w Viborgu.

## Historia
Pomiędzy rokiem 1808 a 1814 wyspa była okupowana przez wojska brytyjskie, które wykorzystywały wyspę jako latarnię morską.

## Ukształtowanie terenu
Na wyspie znajduje się największa w północnej Europie pustynia, efekt masowej wycinki lasów w celu budowy latarni morskiej. Oprócz pustyni na zachodnim krańcu wyspy występują moreny. Część wyspy ze względu na erozje gleby oraz pustynnienie została zamknięta dla turystów, którzy mogliby pogłębić te procesy. Obecnie na Anholt znajduje się jedna z największych w Danii kolonii fok.

## Demografia
- Wykres liczby ludności Anholt na przestrzeni ostatniego stulecia

źródło: Duński Urząd Statystyczny